# Rotationsperiode

20 Bilder der NASA zeigen die Erdrotation bei 23,4 Grad Neigung

Die Rotationsperiode oder Rotationsdauer ist das Zeitintervall, bis ein rotierender Körper gegenüber seiner Umwelt wieder die gleiche Lage erreicht. Sie ist der Kehrwert der Drehzahl. In der Astronomie wird der Begriff bezogen auf die Eigenrotation von Himmelsobjekten verwendet.

## Beispiele
- Die Rotationsperiode der Erde beträgt 24 Stunden, genauer; einen Siderischen Tag (ca. 23 h, 56 min).
- Wenn ein Tänzer in 1 Sekunde 5 Pirouetten dreht, ist seine Rotationsperiode – gemittelt – 1/5 s, also 200 Millisekunden.